# Diocesi di Patos
La diocesi di Patos (in latino Dioecesis Patosensis) è una sede della Chiesa cattolica in Brasile suffraganea dell'arcidiocesi della Paraíba. Nel 2023 contava 402.000 battezzati su 442.000 abitanti. È retta dal vescovo Eraldo Bispo da Silva.

## Territorio
La diocesi comprende 38 comuni dello stato brasiliano della Paraíba: Água Branca, Areia de Baraúnas, Assunção, Cacimba de Areia, Cacimbas, Catingueira, Condado, Desterro, Emas, Imaculada, Junco do Seridó, Juru, Livramento, Mãe d'Água, Malta, Manaíra, Maturéia, Nova Olinda, Olho d'Água, Passagem, Patos, Piancó, Princesa Isabel, Quixaba, Salgadinho, Santa Luzia, Santa Teresinha, Santana dos Garrotes, São José de Espinharas, São José de Princesa, São José do Bonfim, São José do Sabugi, São Mamede, Taperoá, Tavares, Teixeira, Várzea e Vista Serrana.
Sede vescovile è la città di Patos, dove si trova la cattedrale di Nostra Signora della Guida (Nossa Senhora da Guia).
Il territorio si estende su 11.000 km² ed è suddiviso in 78 parrocchie, raggruppate in 7 foranie: Vale das Espinharas, Malta, Vale do Sabugí, Serra de Teixeira, Serra de Princesa, Vale do Piancó e Serra do Cariri.

## Storia
La diocesi è stata eretta il 17 gennaio 1959 con la bolla Quandoquidem Deus di papa Giovanni XXIII, ricavandone il territorio dalle diocesi di Cajazeiras e di Campina Grande.

## Cronotassi dei vescovi
Si omettono i periodi di sede vacante non superiori ai 2 anni o non storicamente accertati.
- Expedito Eduardo de Oliveira † (25 febbraio 1959 - 8 maggio 1983 deceduto)
- Gerardo de Andrade Ponte † (5 dicembre 1983 - 8 agosto 2001 ritirato)
- Manoel dos Reis de Farias (8 agosto 2001 - 27 luglio 2011 nominato vescovo di Petrolina)
- Eraldo Bispo da Silva, dal 7 novembre 2012

## Statistiche
La diocesi nel 2023 su una popolazione di 442.000 persone contava 402.000 battezzati, corrispondenti al 91,0% del totale.
| anno | popolazione | popolazione | popolazione | presbiteri | presbiteri | presbiteri | presbiteri                | diaconi | religiosi | religiosi | parrocchie |
| anno | battezzati  | totale      | %           | numero     | secolari   | regolari   | battezzati per presbitero | diaconi | uomini    | donne     | parrocchie |
| ---- | ----------- | ----------- | ----------- | ---------- | ---------- | ---------- | ------------------------- | ------- | --------- | --------- | ---------- |
| 1965 | 248.000     | 250.000     | 99,2        | 23         | 15         | 8          | 10.782                    |         | 8         | 69        | 14         |
| 1970 | 240.000     | 243.235     | 98,7        | 31         | 22         | 9          | 7.741                     |         | 11        | 60        | 17         |
| 1976 | 295.000     | 297.010     | 99,3        | 22         | 17         | 5          | 13.409                    |         | 5         | 54        | 21         |
| 1980 | 320.000     | 325.000     | 98,5        | 23         | 14         | 9          | 13.913                    |         | 9         |           | 19         |
| 1990 | 353.000     | 371.000     | 95,1        | 22         | 15         | 7          | 16.045                    |         | 7         | 48        | 23         |
| 1999 | 335.000     | 420.000     | 79,8        | 26         | 20         | 6          | 12.884                    |         | 7         | 38        | 25         |
| 2000 | 335.000     | 420.000     | 79,8        | 24         | 20         | 4          | 13.958                    |         | 4         | 38        | 25         |
| 2001 | 335.000     | 420.000     | 79,8        | 24         | 20         | 4          | 13.958                    |         | 4         | 38        | 25         |
| 2002 | 336.000     | 420.000     | 80,0        | 33         | 28         | 5          | 10.181                    |         | 6         | 41        | 25         |
| 2003 | 331.000     | 360.000     | 91,9        | 37         | 31         | 6          | 8.945                     |         | 6         | 37        | 26         |
| 2004 | 337.600     | 365.000     | 92,5        | 30         | 27         | 3          | 11.253                    |         | 3         | 40        | 26         |
| 2013 | 374.000     | 408.900     | 91,5        | 36         | 35         | 1          | 10.388                    | 7       | 23        | 16        | 34         |
| 2016 | 383.000     | 419.000     | 91,4        | 40         | 40         | 4          | 8.704                     | 7       | 23        | 22        | 36         |
| 2019 | 391.000     | 429.000     | 91,1        | 47         | 43         | 4          | 8.319                     | 7       | 23        | 19        | 39         |
| 2021 | 397.100     | 435.815     | 91,1        | 46         | 43         | 3          | 8.632                     | 16      | 22        | 23        | 39         |
| 2023 | 402.000     | 442.000     | 91,0        | 54         | 50         | 4          | 7.444                     | 16      | 23        | 23        | 78         |